# Let It Go!!
『Let It Go!!』（レットイットゴー）は、日本の女性アイドルグループ・ぱすぽ☆のデビューシングル。2010年3月31日にジョリー・ロジャーから発売された（品番：XQFM-1027）。

## 概要
インディーズレーベルからリリースされたぱすぽ☆のデビューシングルは、本曲の他「無敵Girl!!」「夢パスポート」「サクラ色」といった、既にフライト（ライブ）で歌唱されていた4曲が候補に上がり、2010年2月1日から8日までの間にYouTubeで視聴回数が多かった曲が選ばれる形となった。
ジャケットはスチュワーデス風の青い衣装に身を包んだメンバー10人のバージョン（通常盤）の他、メンバー個人のみをフィーチャーした個人ver.（10種）も存在する。個人ver.は同年4月25日に六本木morph-tokyoで行われたフライトから限定販売された。
HBCラジオ『根岸愛のもちもち機内放送』では、オープニングのサウンドステッカーに本曲のイントロ部分が使用されている。

## 収録曲
| #  | タイトル                        | 作詞           | 作曲              | 編曲              |
| -- | ------------------------------- | -------------- | ----------------- | ----------------- |
| 1. | 「Let It Go!!」                 | 貧図スクワット | Bamboo Helicopter | Bamboo Helicopter |
| 2. | 「Let It Go!!（Instrumental）」 |                |                   |                   |